# Orkun Kökçü
Orkun Kökçü (ur. 29 grudnia 2000 w Haarlemie) – turecki piłkarz holenderskiego pochodzenia, występujący na pozycji ofensywnego pomocnika, reprezentant Turcji. Uczestnik Mistrzostw Europy 2020.

## Kariera piłkarska
Swoją karierę piłkarską Kökçü rozpoczął w 2007 roku w klubie Stormvogels. W 2011 roku podjął treningi w juniorach FC Groningen. Z kolei w 2014 roku trafił do szkółki Feyenoordu. W 2018 roku awansował do pierwszej drużyny Feyenoordu. 9 grudnia 2018 zadebiutował w nim w Eredivisie w wygranym 4:1 wyjazdowym meczu z FC Emmen. W 45. minucie zmienił Jensa Toornstrę, a w 77. minucie zdobył swojego debiutanckiego gola.
| Sezon   | Klub      | Kraj     | Rozgrywki  | Mecze | Gole |
| ------- | --------- | -------- | ---------- | ----- | ---- |
| 2018/19 | Feyenoord | Holandia | Eredivisie | 11    | 3    |
| 2019/20 | Feyenoord | Holandia | Eredivisie | 22    | 2    |
| 2020/21 | Feyenoord | Holandia | Eredivisie | 24    | 3    |
| 2021/22 | Feyenoord | Holandia | Eredivisie | 32    | 7    |
| 2022/23 | Feyenoord | Holandia | Eredivisie | 13    | 6    |

## Kariera reprezentacyjna
Kökçü występował w młodzieżowych reprezentacjach Holandii - U-18 i U-19. Następnie w 2019 roku zdecydował się reprezentować Turcję i zaczął grać w tamtejszej kadrze U-21. 6 września 2020 zadebiutował w reprezentacji Turcji w zremisowanym 0:0 meczu Ligi Narodów z Serbią, rozegranym w Belgradzie. W 60. minucie tego meczu został zmieniony przez Cengiza Ündera.

## Poglądy
Deklaruje się jako muzułmanin. W 2022 roku odmówił noszenia opaski kapitańskiej w barwach LGBT. Swoją decyzję motywował przekonaniami religijnymi.